# Arnaldo Badodi
Arnaldo Badodi (Milano, 17 marzo 1913 – Kamenskoye, marzo 1943) è stato un pittore italiano.

## Biografia
Allievo di Aldo Carpi all'Accademia di Brera di Milano, di cui divenne poi insegnante. Entrò nel gruppo di "Corrente", di cui fecero parte Aligi Sassu, Renato Birolli, Fiorenzo Tomea, Giacomo Manzù, Giuseppe Migneco, Italo Valenti e Lucio Fontana.
Dichiaratamente antifascista, Badodi fu tra i più combattivi esponenti della corrente a impegnarsi contro il regime.
Nel 1939 vinse il premio "Gavazzi", con l'opera La Battaglia di Milazzo, attualmente conservata nel Museo del Risorgimento di Milano.
Nel maggio del 1942 partì per il fronte orientale, col grado di tenente. Venne inizialmente ferito, e l'anno successivo, ristabilitosi, partecipò alla Battaglia del Don, dove venne fatto prigioniero. Incarcerato si ammalò, venne ricoverato presso l'ospedale di Kamenskoye, dove morì di tifo nel 1943. Si conservano i contatti epistolari avvenuti con il maestro Aldo Carpi, testimonianza delle difficili condizioni di vita in cui l'allievo si trovava prima della morte.
La Biennale di Venezia gli dedicò, nel 1948, una retrospettiva curata da Raffaele De Grada.
Nel 1959 due sue opere (Ritratto della madre e Natura morta) furono esposte alla mostra 50 anni d'arte a Milano. Dal divisionismo ad oggi, organizzata dalla Permanente.
Opere del Badodi sono conservate in collezioni pubbliche e private e nella Galleria nazionale d'arte moderna e contemporanea di Roma.